# Time of Your Life
Time of Your Life foi um spin-off da bem-sucedida série de televisão Party of Five. O programa era estrelado por Jennifer Love Hewitt, que interpretava Sarah Reeves, mesmo papel que ela possuía em Party of Five.
O seriado foi pela primeira vez ao ar em 25 de Outubro de 1999 e foi cancelado, no meio de sua primeira temporada, em 21 de Junho de 2000. Apesar do grande prestígio de Jennifer Love Hewitt, a série não foi bem-recebida pelo público, e tinha uma audiência baixa. A FOX tentou salvar o programa, colocando-o em hiato por cinco meses, com o objetivo de promovê-lo e assim poder aumentar a audiência no Verão do Amor (em uma referência ao sobrenome da protagonista), porém, a audiência continuou baixa e o programa foi definitivamente cancelado, deixando 7 episódios sem exibição.

## Premissa
A série era centrada na nova vida de Sarah Reeves em uma cidade grande, Nova Iorque, enquanto esta tentava encontrar mais informações sobre a vida de sua mãe biológica na cidade e procurava seu pai biológico. Ao longo do caminho, Sarah se muda para o antigo apartamento de sua mãe e consegue formar um novo grupo de amigos.

## Elenco
- Jennifer Love Hewitt como Sarah Reeves
- Jennifer Garner como Romy Sullivan
- Pauley Perrette como Cecilia Wiznarski
- Gina Ravera como Jocelyn "Joss" House
- Johnathon Schaech como John Maguire
- Diego Serrano como Jesse "J.B." Byron Castel

## Estreia e cancelamento
Time of Your Life' foi exibido pela primeira vez em 25 de outubro de 1999; e ela foi cancelada no meio da sua primeira temporada, em 21 de junho de 2000. Devido a popularidade de Hewitt na época, a série não estava sendo bem aceita e estava recebendo críticas ruins. O piloto original para a série foi completamente regravado e largamente reescrito antes da Fox deixar ir ao ar.
Fox tentou salvar a série fazendo um hiato nos últimos cinco meses. Fox prometeu retornar com a série em junho de 2000 como parte do "Summer of Love", em referência ao nome de Hwitt. No entanto, apesar da promoção, a classificação da série manteve-se baixa, e foi imediatamente cancelada, com sete episódios faltando nos Estados Unidos; eles foram transmitidos mais tarde para alguns países da Europa.
Depois da Fox cancelar a série, a TBS finalmente passou os sete episódios restantes, que ficou conhecido como "Time of Your Life: The Final Seven", de 4 de março de 2006 à 8 de abril de 2006.

## Episódios
Time of Your Life teve, no total, 19 episódios reunidos em uma única temporada.
| #  | Título                                         | Exibição original      |
| -- | ---------------------------------------------- | ---------------------- |
| 1  | "The Time She Came to New York"                | 25 de outubro de 1999  |
| 2  | "The Time Sarah Got Her Shih-Tzu Together"     | 1 de novembro de 1999  |
| 3  | "The Time They Threw That Party"               | 8 de novembro de 1999  |
| 4  | "The Time She Got Mobbed"                      | 15 de novembro de 1999 |
| 5  | "The Time They All Came Over for Thanksgiving" | 22 de novembro de 1999 |
| 6  | "The Time the Truth Was Told"                  | 29 de novembro de 1999 |
| 7  | "The Time They Had Not"                        | 13 de dezembro de 1999 |
| 8  | "The Time the Millennium Approached"           | 20 de dezembro de 1999 |
| 9  | "The Time They Decide to Date"                 | 10 de janeiro de 2000  |
| 10 | "The Time She Turned 21"                       | 21 de janeiro de 2000  |
| 11 | "The Time They Got E-Rotic"                    | 14 de junho de 2000    |
| 12 | "The Time Everything Changed"                  | 21 de junho de 2000    |
| 13 | "The Time They Were Scared of the City"        | Não exibido            |
| 14 | "The Time They Cheated"                        | Não exibido            |
| 15 | "The Time She Made a Temporary Decision"       | Não exibido            |
| 16 | "The Time They Found a Solution"               | Não exibido            |
| 17 | "The Time They Got Busy"                       | Não exibido            |
| 18 | "The Time They Broke the Law"                  | Não exibido            |
| 19 | "The Time He Saved the Day"                    | Não exibido            |